# Селенид эрбия
Селенид эрбия — бинарное неорганическое соединение 
эрбия и селена
с формулой ErSe,
кристаллы.

## Получение
- Сплавление стехиометрических количеств чистых веществ:

{\displaystyle {\mathsf {Er+Se\ {\xrightarrow {1750^{o}C}}\ ErSe}}}

## Физические свойства
Селенид эрбия образует кристаллы
кубической сингонии, пространственная группа F m3m, параметры ячейки a = 0,5662 нм, Z = 4,
структура типа хлорида натрия NaCl.
Соединение конгруэнтно плавится при температуре 1750 °C (1630 °C).